# حبيل الربيط (السياني)

تعديل مصدري - تعديل

حبيل الربيط محلة تابعة لقرية الصرم، التابعة لعزلة العربيين بمديرية السياني إحدى مديريات محافظة إب في الجمهورية اليمنية.، بلغ تعداد سكانها 58 حسب تعداد اليمن لعام 2004.